# Handschwengelpumpen in Leipzig

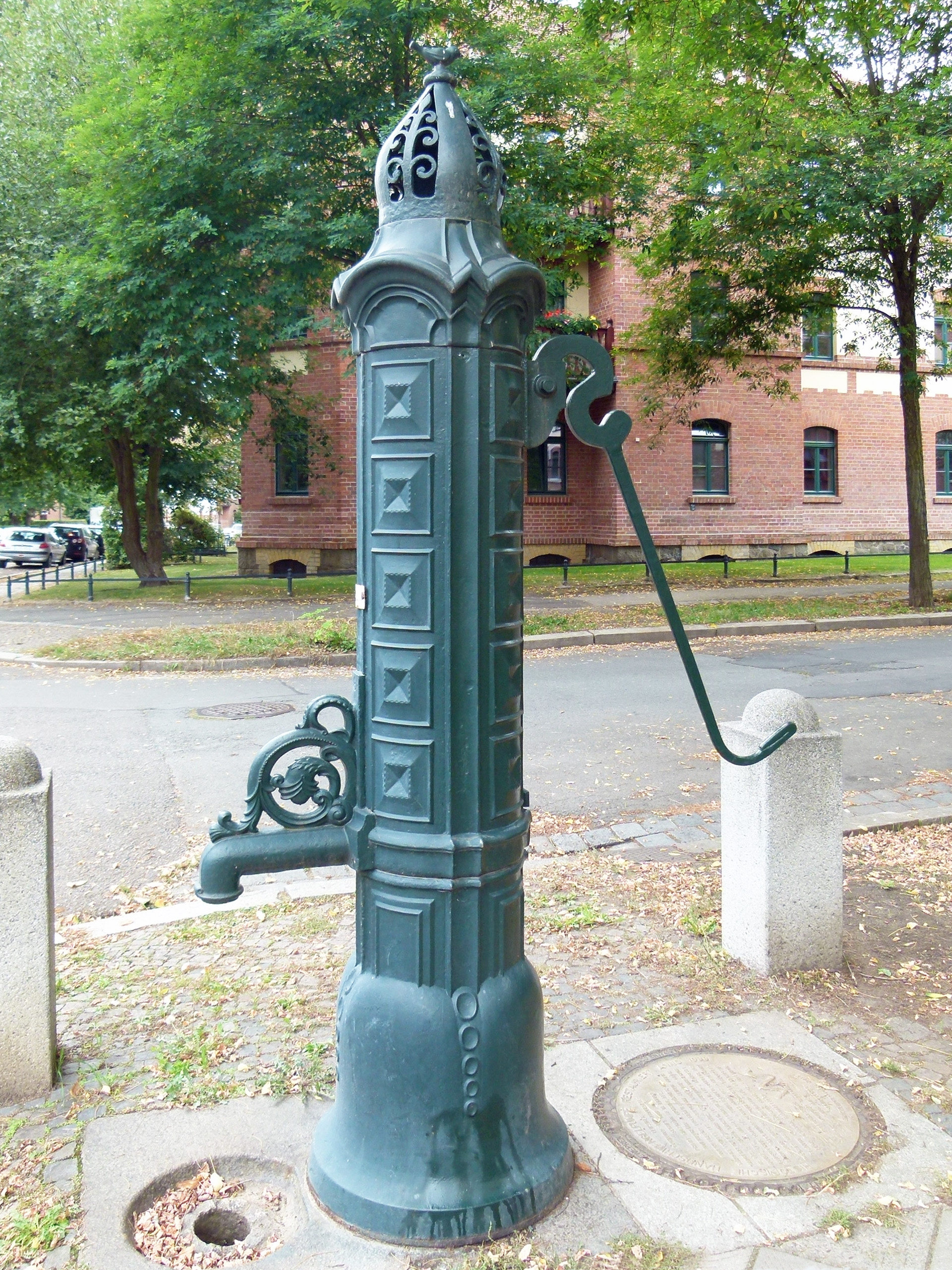
Restaurierte Handschwengelpumpe vom Typ Vogelkäfig

Im Leipziger Stadtbild trifft man auf 30 restaurierte kunstvoll gestaltete Handschwengelpumpen verschiedenen Typs und auf weit über 30 nicht restaurierte und zum Teil stark verfallene Pumpen. Es gibt eine noch größere Zahl an Stellen, die durch eine spezielle steinerne Grundplatte verraten, dass dort einmal eine Pumpe gestanden hat und sich der Brunnen noch darunter befindet. 147 dieser Objekte stehen unter Denkmalschutz.

## Geschichte
Bis zum Beginn des 16. Jahrhunderts erfolgte die Wasserversorgung ausschließlich über Schöpf- und Ziehbrunnen. Mit einer Holzröhrenleitung von der Marienquelle und der Errichtung der Wasserkünste am Pleißemühlgraben begann die zentrale Wasserversorgung. Aber auch mit der Errichtung des Trinkwassernetzes ab der zweiten Hälfte des 19. Jahrhunderts behielten die Brunnen zunächst noch ihre Bedeutung. Es gab zahlreiche öffentliche Brunnen, insbesondere in den Gebieten der sich ausbreitenden Stadt. Sie dienten neben der Versorgung der Haushalte als Tränke für Pferdegespanne und Kleintiere sowie zur Brandbekämpfung. (Siehe auch Abschnitt „Brunnen als Teil der Leipziger Wasserversorgung“ im Artikel Brunnen in Leipzig.)

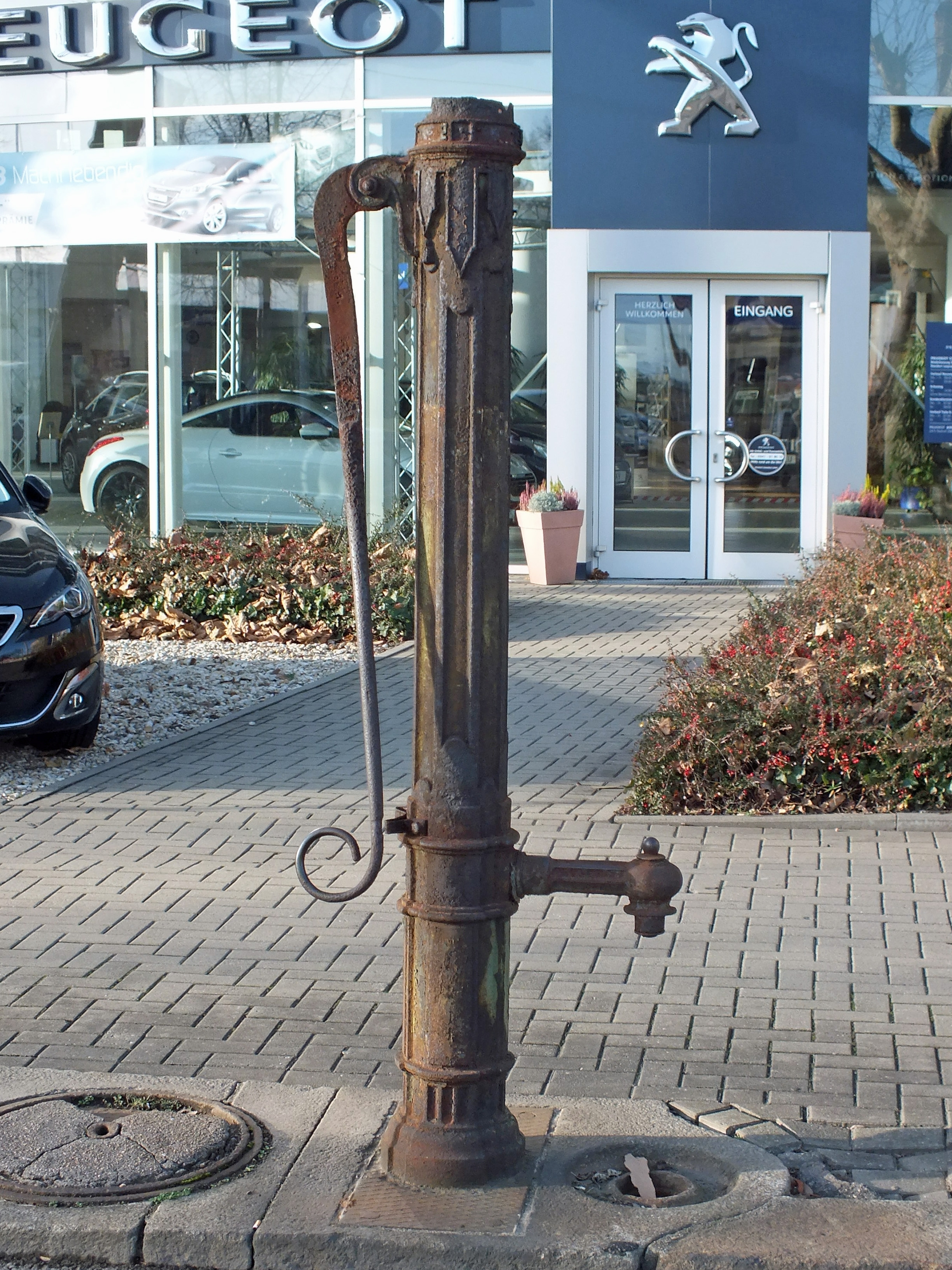
Unrestaurierte Pumpe
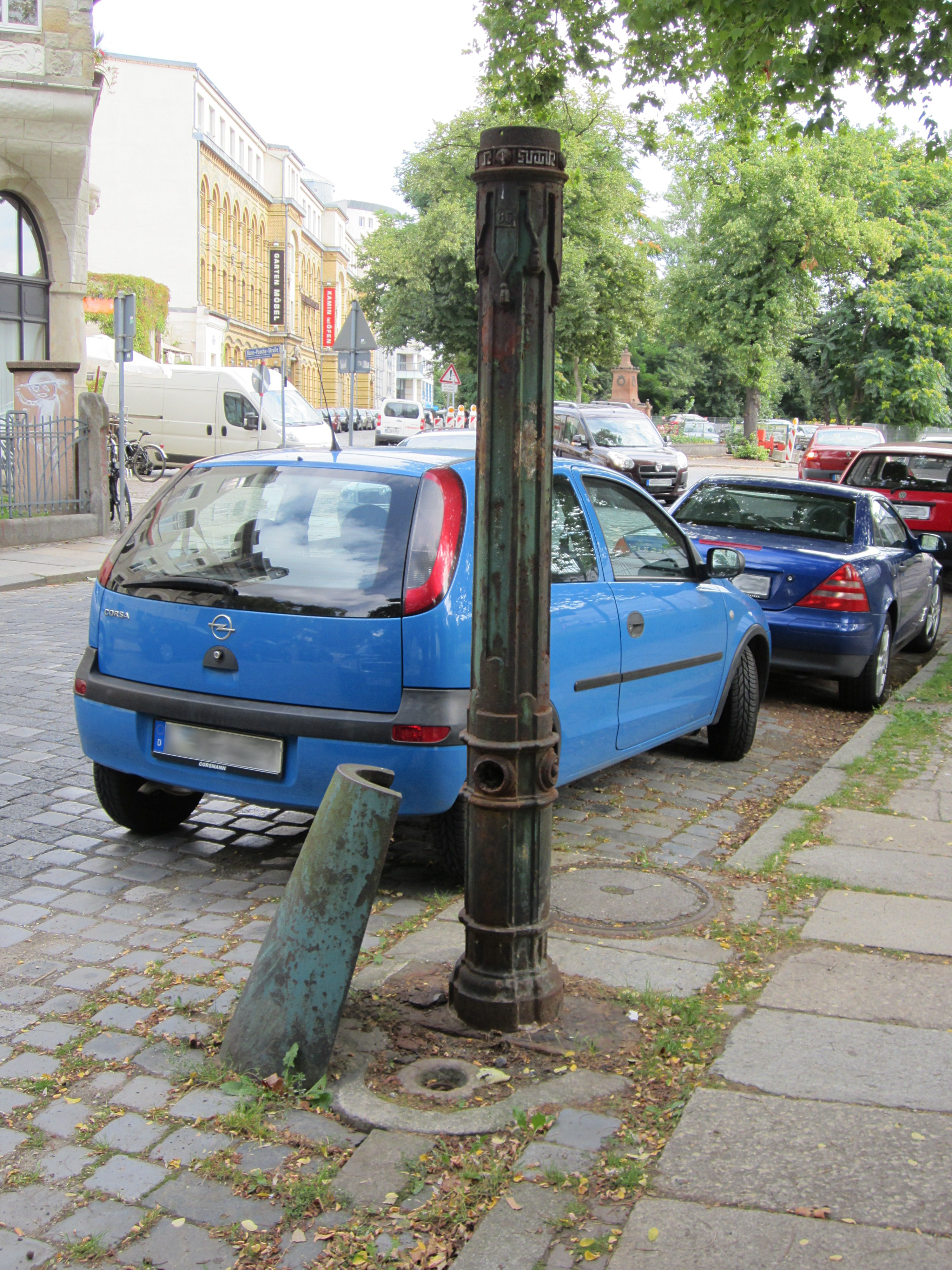
Rest einer Pumpe
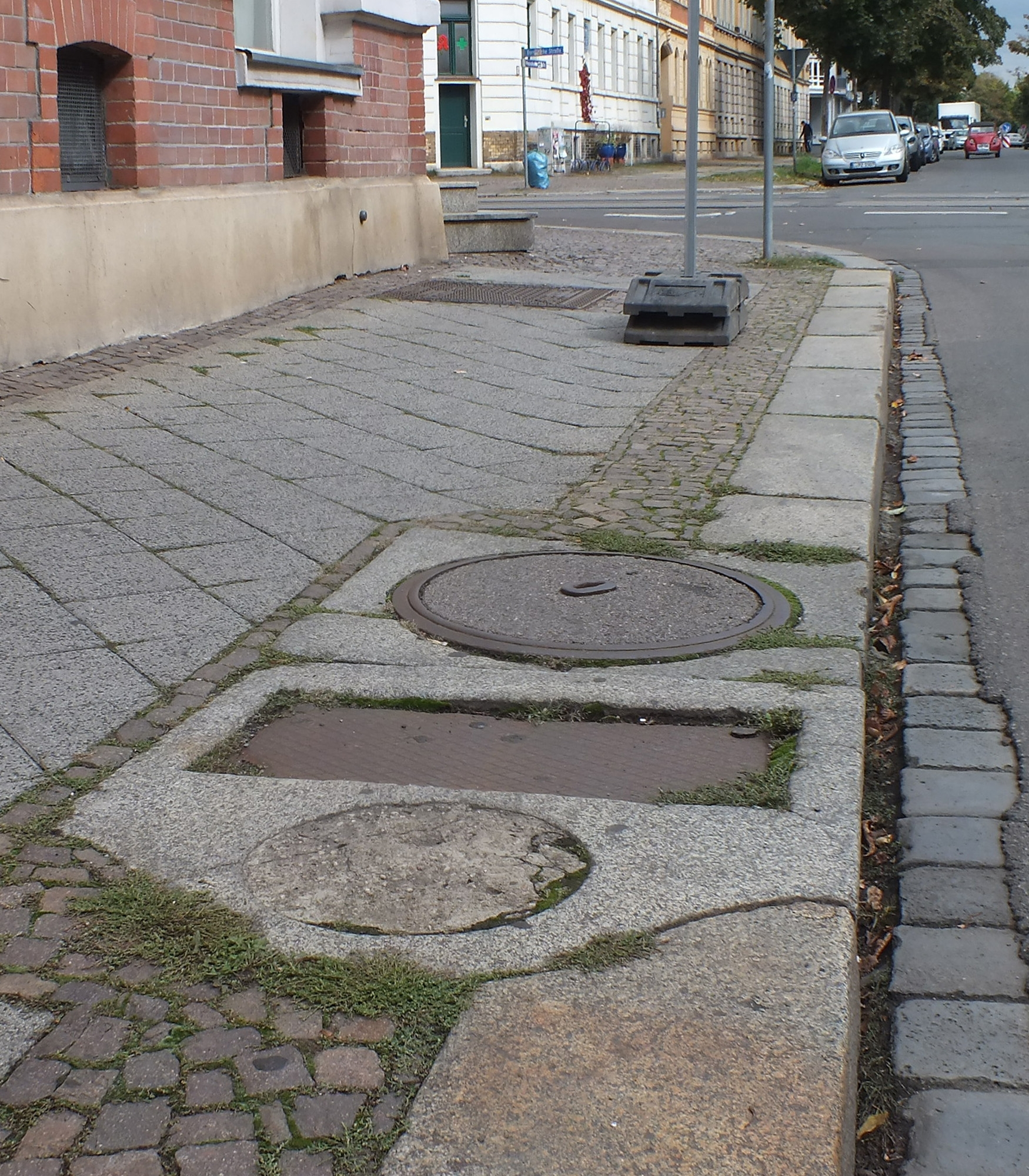
Ehemaliger Standort

Ab dem letzten Drittel des 19. Jahrhunderts wurden die bis dahin hölzernen Pumpen auf den Brunnen durch gusseiserne ersetzt. Das begüterte Leipzig konnte es sich leisten, auch in den Außenbezirken dem Zeitgeschmack entsprechende kunstvolle Pumpengehäuse einzusetzen. (Zu den Typen siehe unten.)
Von 1879 bis 1941 wurde von den Wasserwerken Leipzig eine handschriftliche Kladde über den Zustand aller Brunnen im öffentlichen Raum in Leipzig geführt, betitelt als Brunnen Nationale. Die Nummerierung darin reicht bis 282. Mit dieser Zahl ist deshalb auch die Gesamtzahl der ehemals in Leipzig existierenden Handschwengelpumpen anzusetzen. Hinzu kommen noch etwa zehn auf städtischen Friedhöfen. Bis etwa 1910 erfolgten noch zahlreiche Neubohrungen. Der letzte Brunnen im öffentlichen Raum wurde 1934 gebohrt.
Mit dem weiteren Ausbau des Trinkwassernetzes und der Abnahme von Pferdefuhrwerken im Stadtgebiet verloren ab den 1920er Jahren die Handschwengelpumpen an Bedeutung. Genutzt wurden einzelne im Zweiten Weltkrieg nochmals, als nach Luftangriffen in Teilen der Stadt die Trinkwasserversorgung ausfiel. Nach dem Zweiten Weltkrieg verfiel ein Großteil der Pumpen, oder aber wurden die Brunnen durch Verkehrs- und andere Projekte überbaut.

## Restaurierung

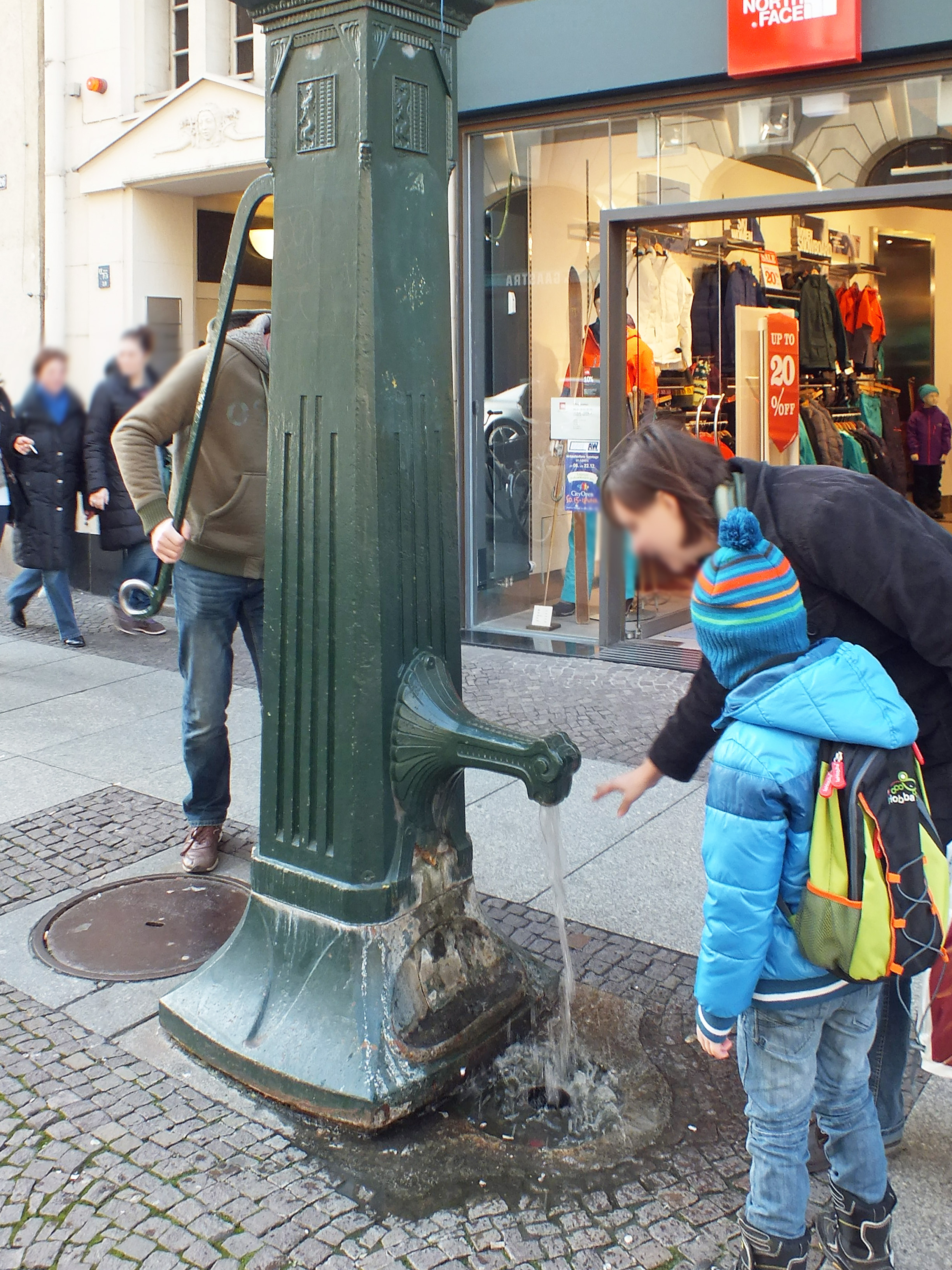
Restaurierte Pumpe in Funktion

In den 1980er Jahren wurde man auf die kulturhistorische Bedeutung der Handschwengelpumpen aufmerksam, und erste Ansätze zur Restaurierung von Pumpen wurden erarbeitet. Die ersten Restaurierungen erfolgten zu Beginn der 1990er Jahre, und die noch existierenden Pumpen oder Brunnen wurden in die Liste der Kulturdenkmale der Stadt aufgenommen. Die Restaurierungen führt die Bau und Service Leipzig GmbH aus, ein Tochterunternehmen der Kommunalen Wasserwerke Leipzig. Auftraggeber ist die Stadt Leipzig, in deren Eigentum sich die Handschwengelpumpen befinden. An der Finanzierung der Restaurierungen beteiligen sich zahlreiche Sponsoren. Die Restaurierung erfolgt sowohl unter Verwendung von Originalteilen als auch durch Neuanfertigung von Einzelteilen. Eine zentrale Persönlichkeit bei der Erfassung, Bewahrung und Instandsetzung der Handschwengelpumpen in Leipzig war über viele Jahre Hans-Peter Koch (1960–2021). Nach der Restaurierung sind die Pumpen funktionstüchtig und werden danach durch die Bau und Service Leipzig GmbH weiter gewartet. Das gelieferte Wasser ist kein Trinkwasser. An jeder restaurierten Pumpe ist wieder die Nummer des Brunnens aus dem Brunnen Nationale angebracht.
Seit 2021 bemüht sich eine private Initiative um die weitere Restaurierung von Handschwengelpumpen und deren Nutzung, zum Beispiel für die Bewässerung von Straßenbäumen.

## Pumpentypen

Historische Zeichnungen der Pumpentypen
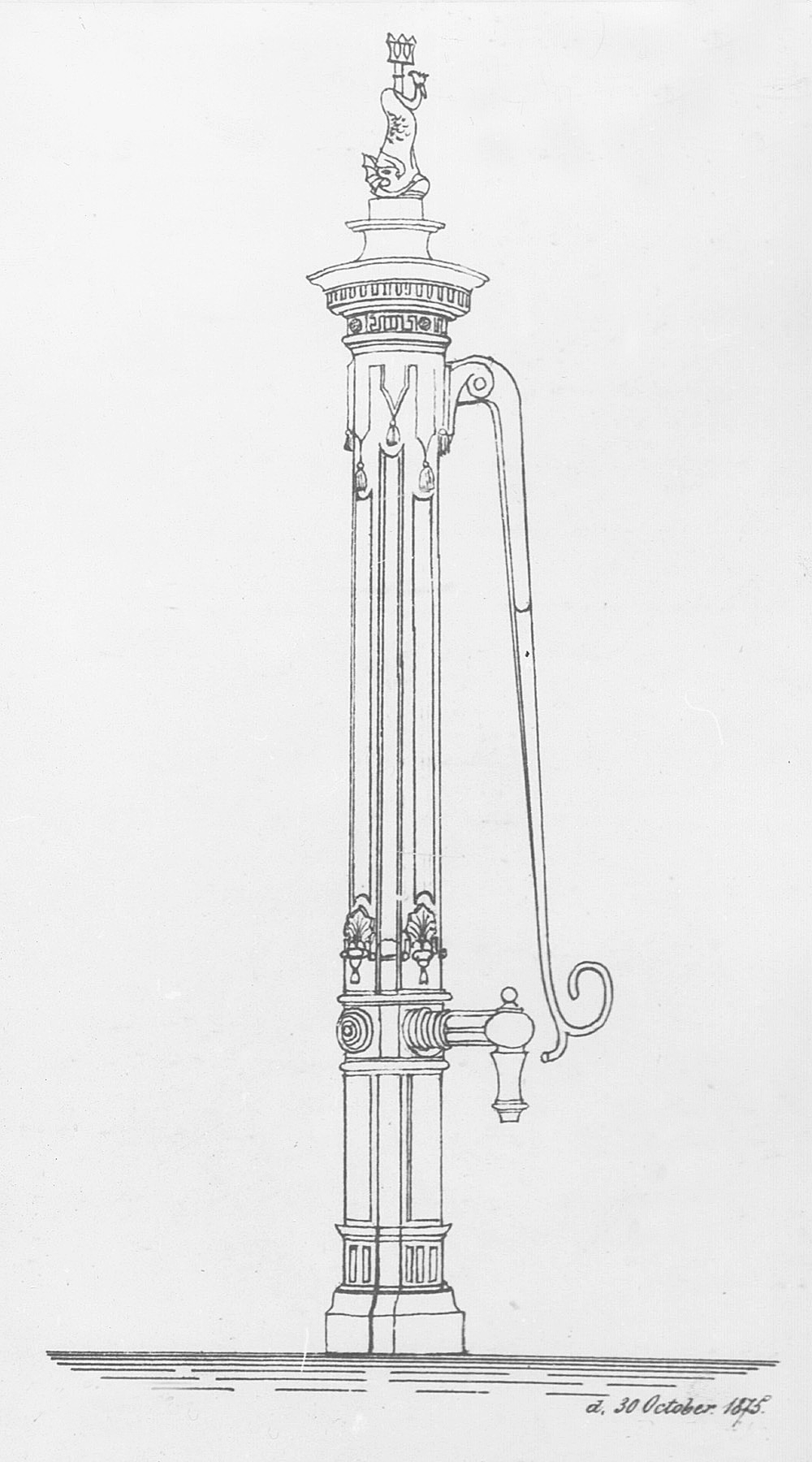
Delphin
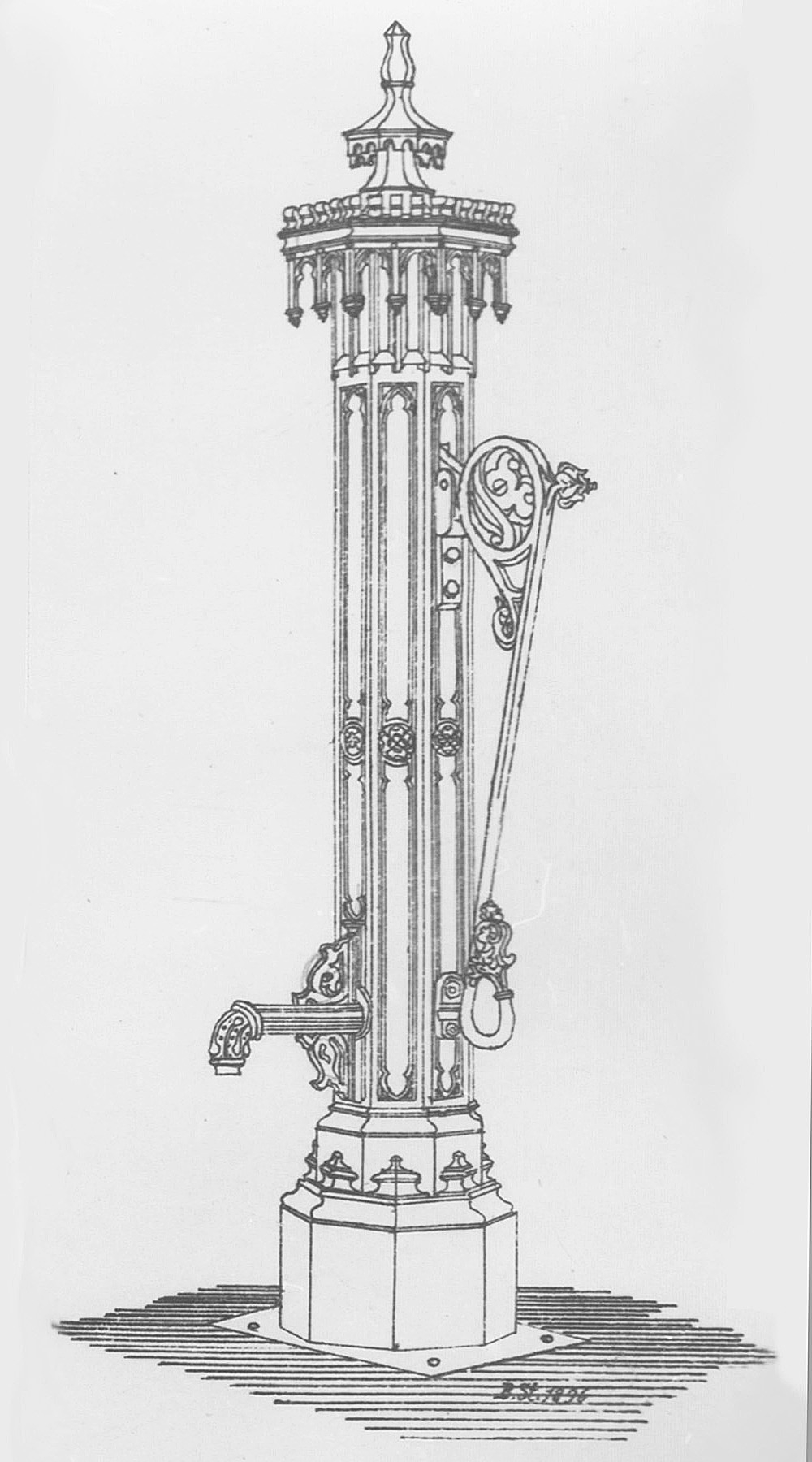
Gotik
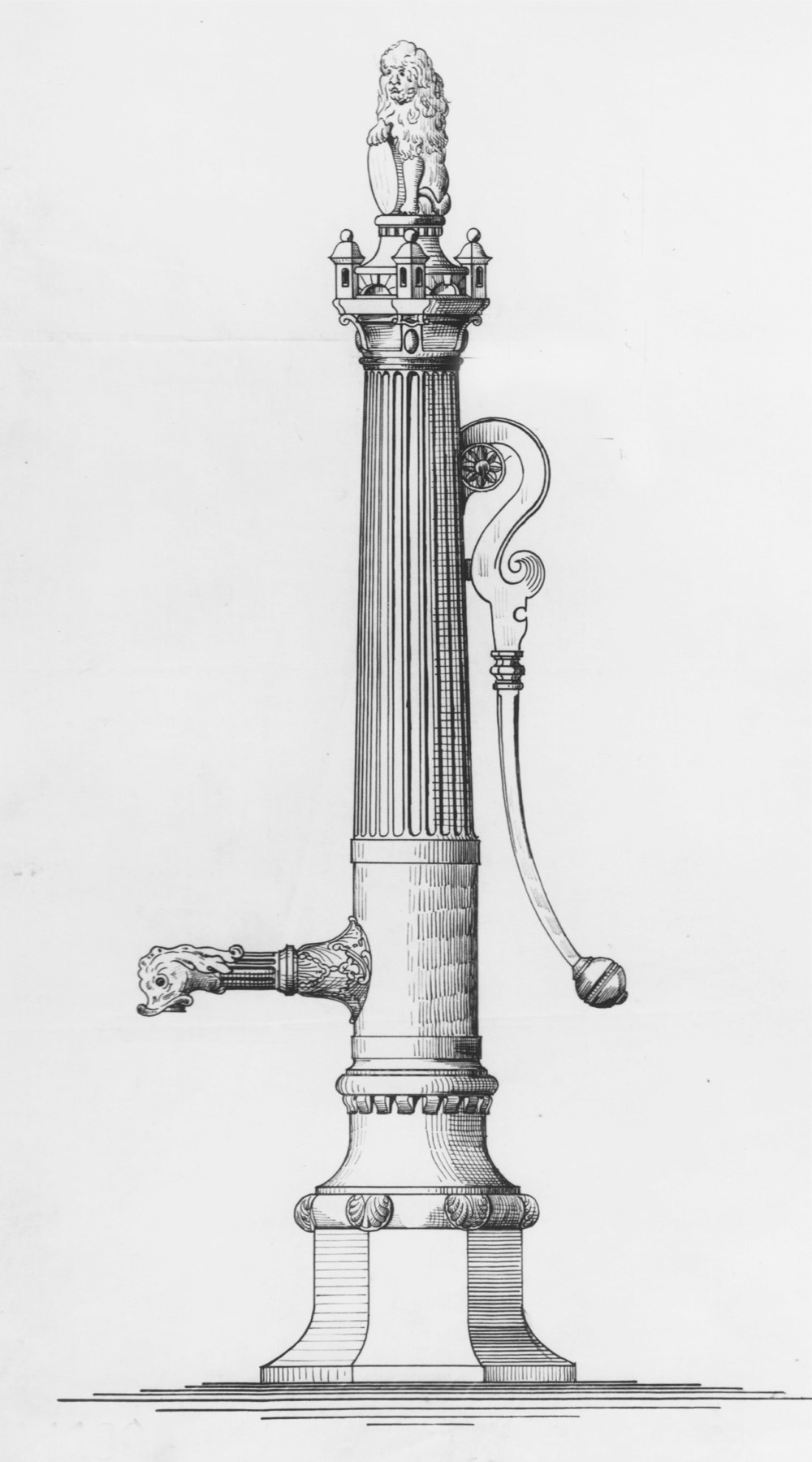
Kleiner Löwe
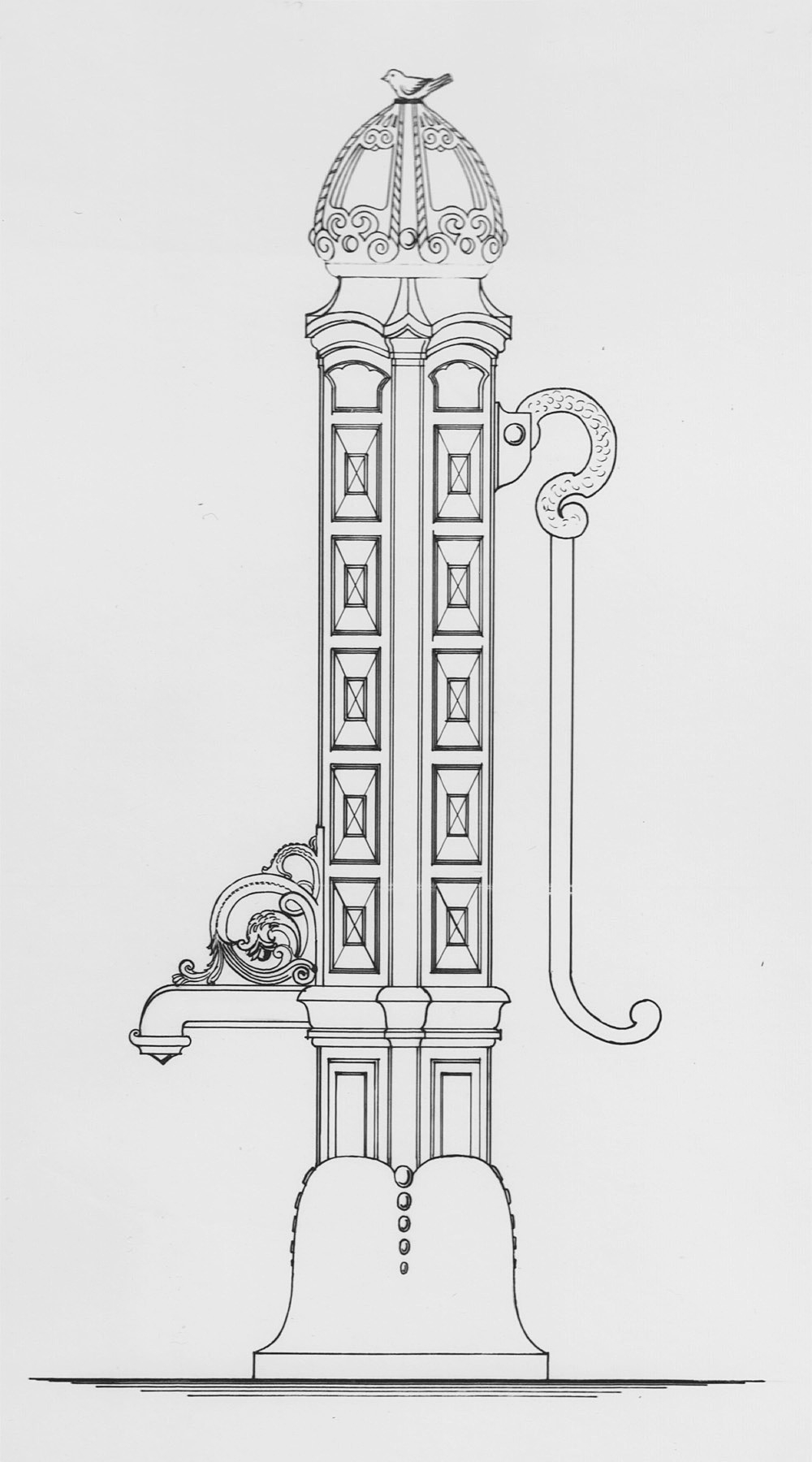
Vogelkäfig
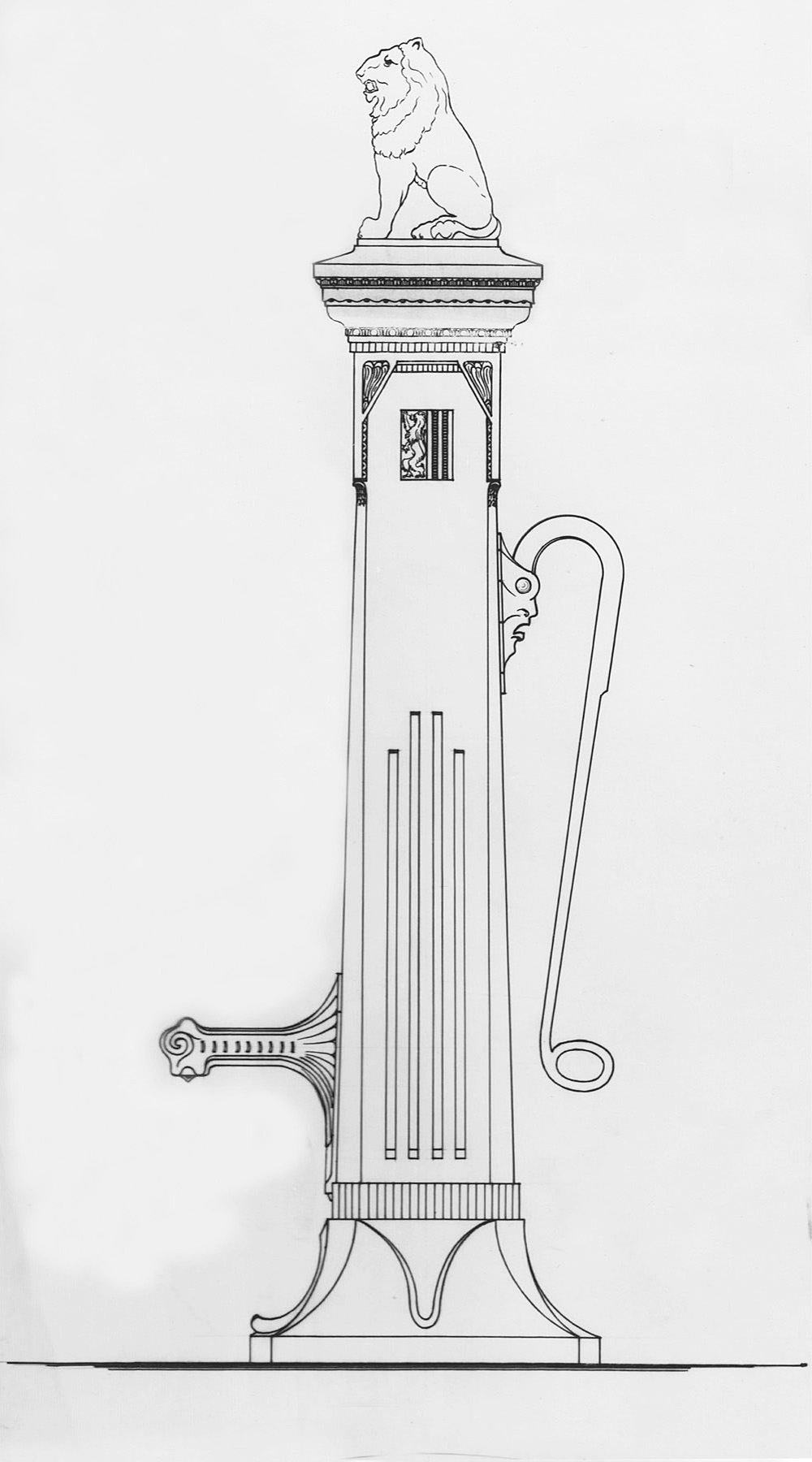
Großer Löwe

Von ursprünglich elf verschiedenen gusseisernen Gehäusetypen der Leipziger Handschwengelpumpen waren in den 1990er Jahren noch acht auffindbar. Das waren die Haupttypen Delphin, Gotik, Kleiner Löwe, Vogelkäfig und Großer Löwe und darüber hinaus in einzelnen Exemplaren die Hohe Pumpe (Dimpfelstraße in Schönefeld, Rossmarkt in Liebertwolkwitz), die Kleine kannelierte Pumpe (Thüringer Straße in Neu-Lindenau) und die Pumpe mit Kapitell (Bruhnsstraße in Sellerhausen-Stünz). Auch der Löwenbrunnen auf dem Naschmarkt ist von seiner Konstruktion her eine Handschwengelpumpe.
Die Gehäuse der Leipziger Haupttypen weisen eine bemerkenswerte künstlerische Gestaltung auf, da sie zumeist aus künstlerischen Wettbewerben hervorgegangen sind.
Die Pumpen sind auf einer Granitplatte befestigt, die den darunter liegenden Brunnen abdeckt. Bei manchen Pumpen enthält diese Platte Vertiefungen, die als Tränke für Vögel und Kleintiere dienten. Mit dem Aufkommen der zentralen Abwasserkanalisation wurde der Ablauf der Pumpen an diese angeschlossen, um eine Pfützenbildung zu vermeiden.

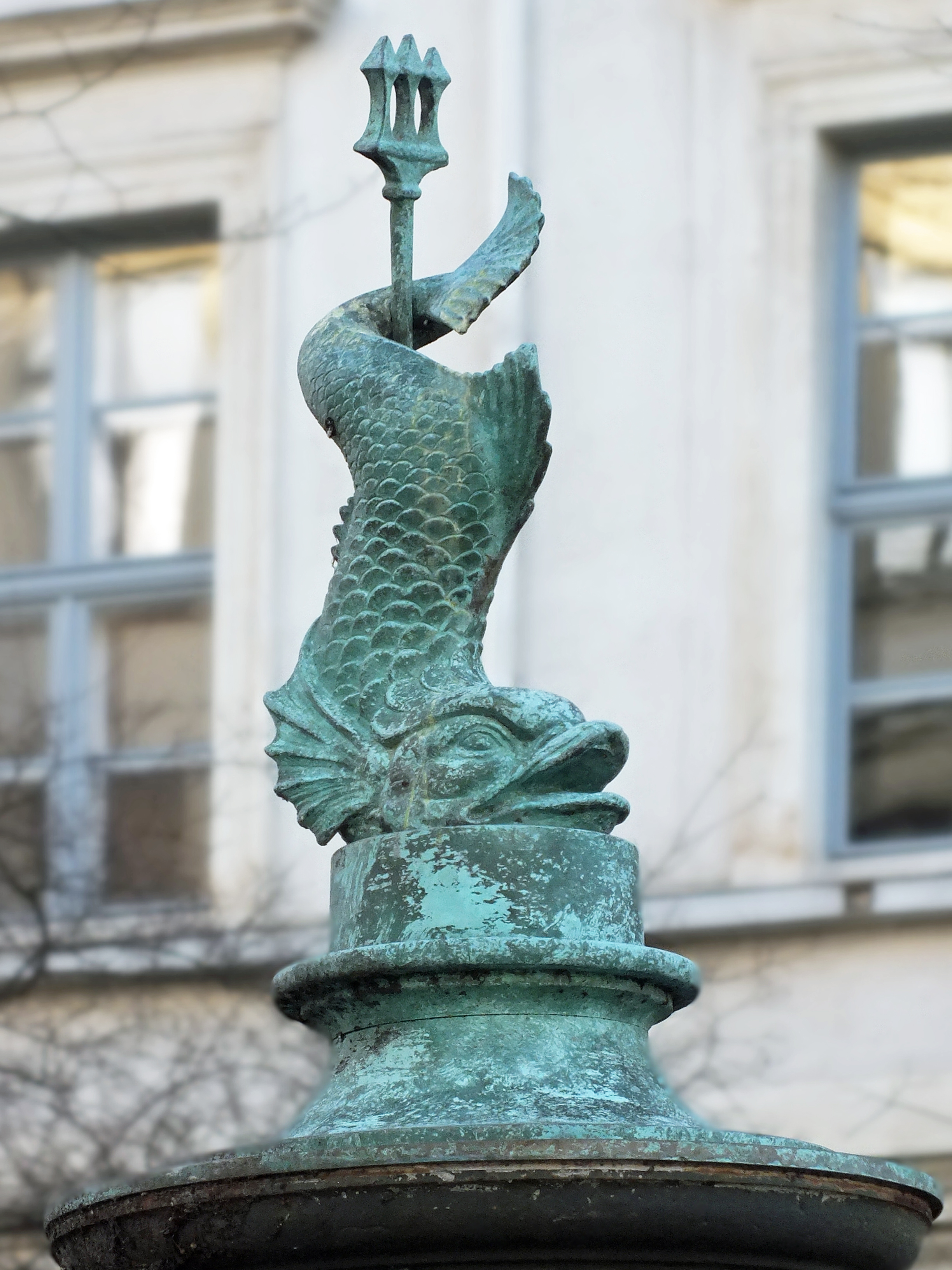
Delphin

### Typ Delphin
Die Pumpenart Delphin ist die älteste der „Schmucktypen“. Eine Zeichnung zu diesem Typ ist mit 1875 datiert. Der entwerfende Künstler ist nicht bekannt. Der namengebende Delphin befindet sich auf der Spitze des schlanken, verzierten gusseisernen Schaftes und soll vermutlich den Zusammenhang zum Wasser symbolisieren. Der Handschwengel ist aus Schmiedeeisen. Die Gussteile wurden vom Jacobiwerk Meißen geliefert. Der Typ Delphin war der verbreitetste der Pumpentypen.
Da zum Beginn der Restaurierungsarbeiten kein originales Delphinexemplar mehr vorhanden war, wurde ein entsprechendes Modell aus der Originalzeichnung und Delphindarstellungen an anderen Brunnen nachgestaltet. An den Originalen war der Delphin aus Blech, an den restaurierten Pumpen ist er ein Bronzeguss.
Die Standorte der restaurierten Pumpen: Katharinenstraße 11 (Karte), Lortzingstraße, hinter dem Heimatkundemuseum (Karte), Marienplatz (Karte), Hohmannstraße/Berliner Straße (Karte), Crusiusstraße/Dresdner Straße (Karte), Ossietzkystraße/Robert-Blum-Straße (Karte), Mariannenstraße/Rosa-Luxemburg-Straße (Karte), Windorfer Straße (Taborkirche) (Karte)

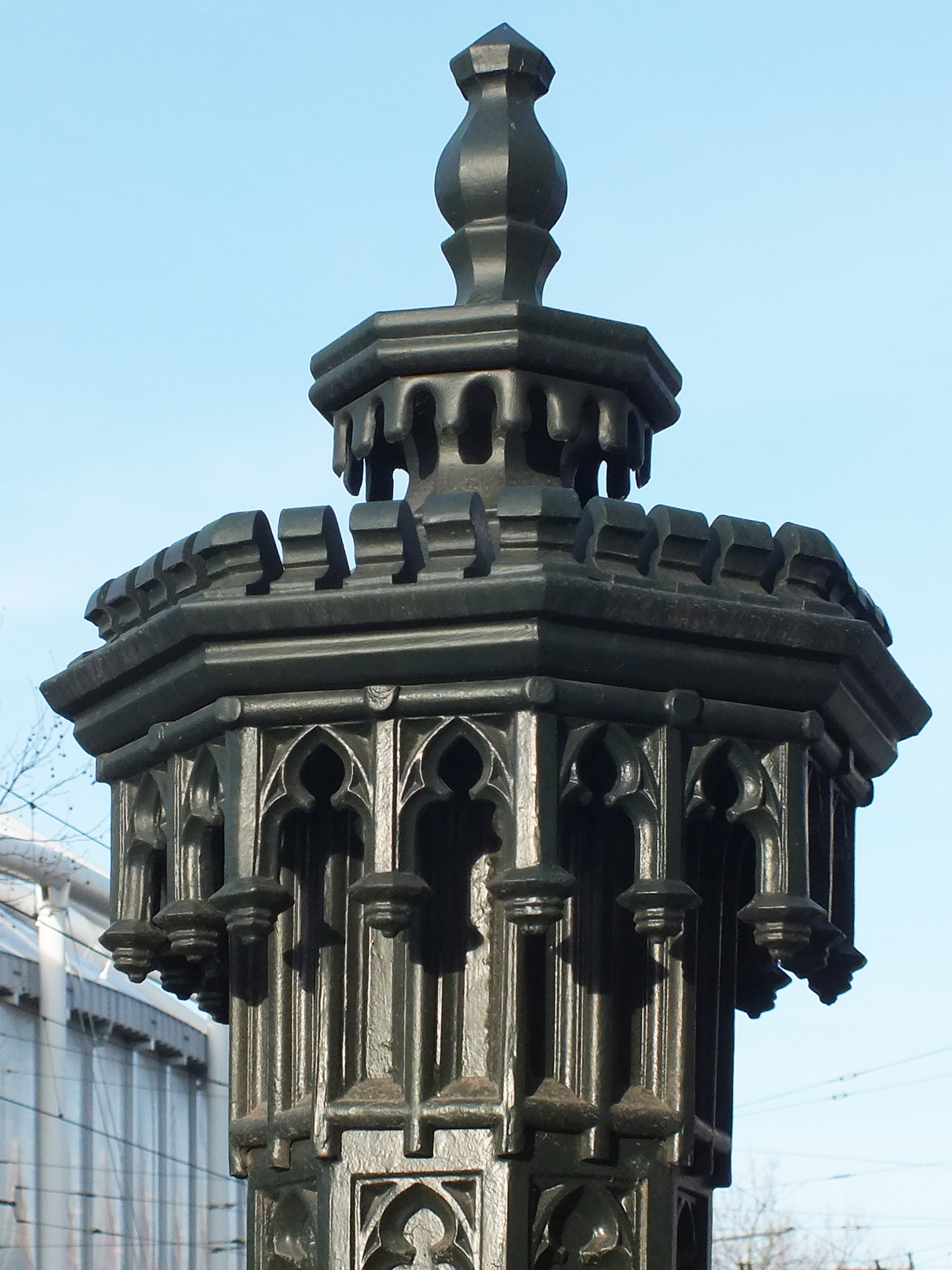
Gotik

### Typ Gotik
Dieser Typ wird auch mit „neogotisch“ bezeichnet. Die älteste Datierung einer Zeichnung dieses Typs bezieht sich auf das Jahr 1877. Der Autor des künstlerischen Entwurfs der Pumpe ist nicht bekannt.
Die Pumpe weist einen achteckigen Querschnitt auf. Die zahlreichen gusseisernen Dekorteile mit gotischen Motiven sind auf den Pumpenkörper aufgeschraubt. Die Haube der Pumpen mit dem Zinnenkranz war ehemals aus Zinkblech. Für die Rekonstruktion mussten einige Dekorteile „nachempfunden“ werden.
Die Standorte der restaurierten Pumpen: Burgstraße (Thüringer Hof) (Karte), Schützenstraße (Karte), Waldstraße 48 (Karte), Neumarkt/Grimmaische Straße (Karte), Brühl (Romanushaus) (Karte), Pfaffendorfer Straße/Ernst-Pinkert-Straße (Karte)

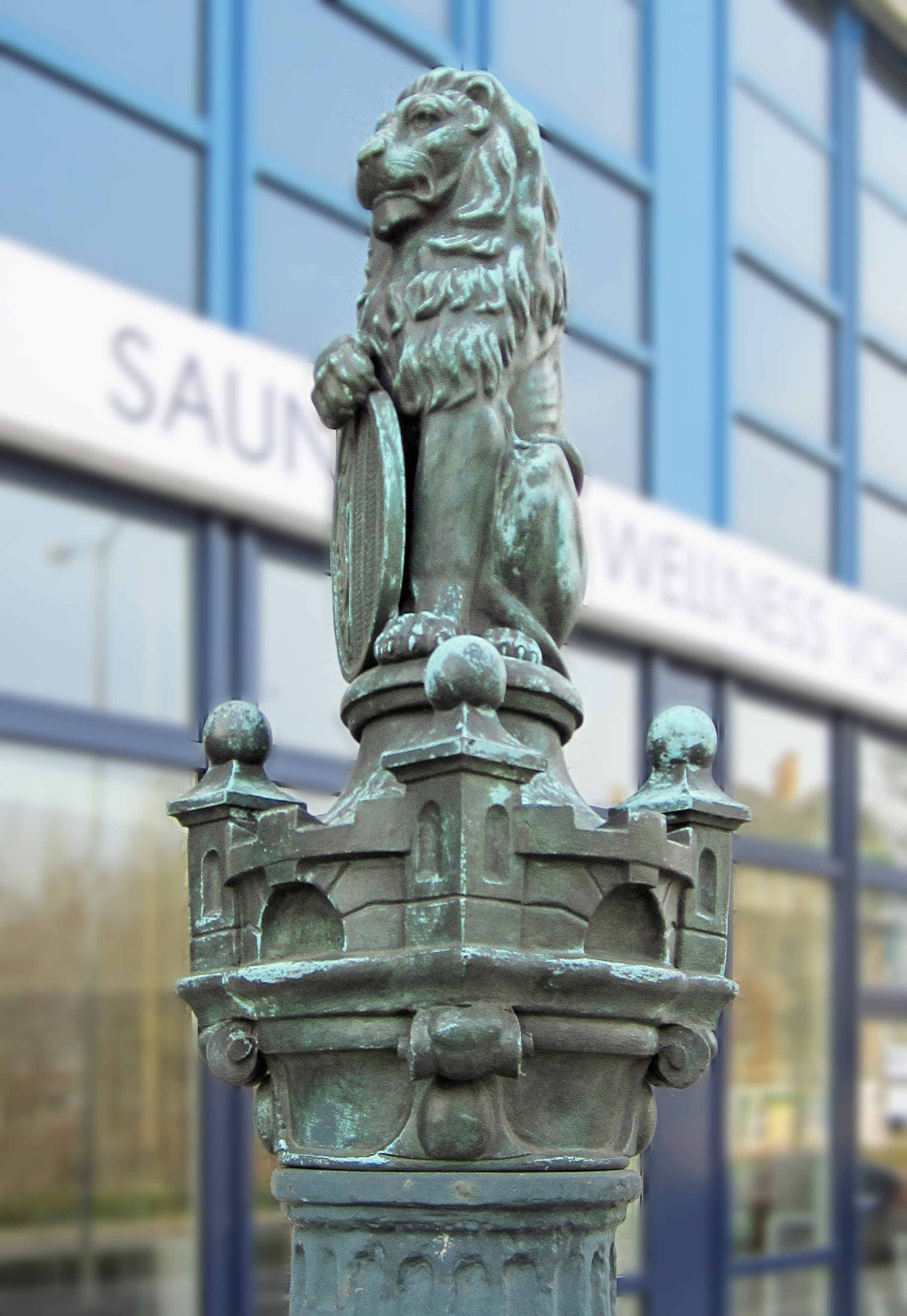
Kleiner Löwe

### Typ Kleiner Löwe
Der Typ Kleiner Löwe nimmt Bezug auf das Leipziger Wappentier. Der Entwurf ging als Sieger aus einem Wettbewerb hervor, an dem sich der städtische Kunstverein und der Dürerbund 1908 beteiligt hatten. Der Name des Künstlers ist nicht mehr bekannt.
Ein achteckiger Fuß trägt einen sich nach oben verjüngenden, im oberen Teil gerieften, runden Pumpenschaft, auf dem sich ein Aufbau mit vier Türmchen befindet. Ein daraufsitzender Löwe stützt sich auf einen Schild mit dem Stadtwappen. Bei den Originalpumpen war der Aufbau aus Blech, bei den restaurierten ist es ein Gussteil. Der Auslauf ist als Löwenkopf gestaltet.
Die Standorte der restaurierten Pumpen: Universitätsstraße (Städtisches Kaufhaus) (Karte), Bernhard-Göring-Straße/Fichtestraße (Karte), Ludwig-Erhard-Straße 53 (Karte), Davidstraße/Sebastian-Bach-Straße (Karte), Gräfestraße 10 (Karte), Huygensstraße/Georg-Schumann-Straße (Umsetzung vom Blücherplatz) (Karte)

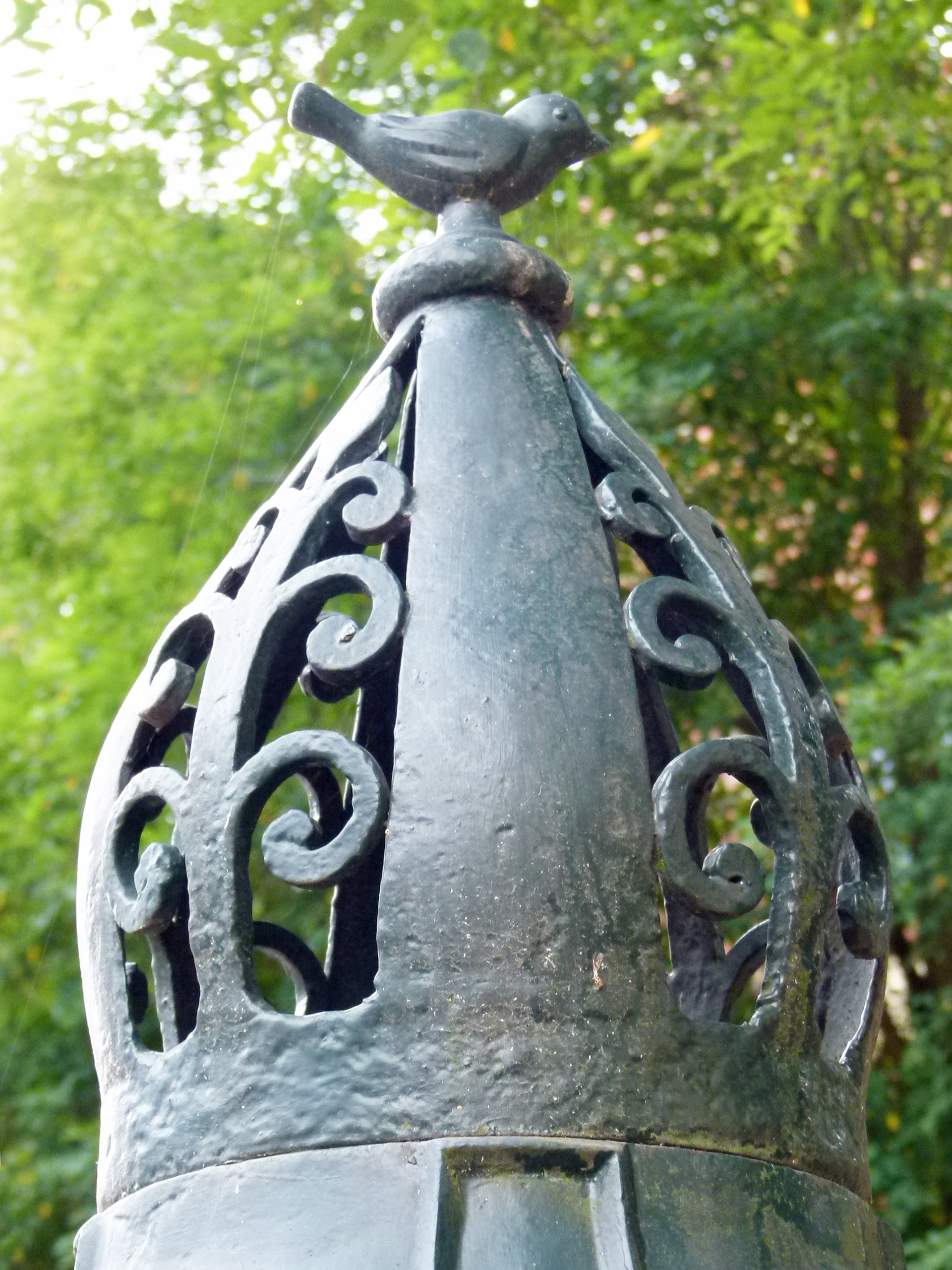
Vogelkäfig

### Typ Vogelkäfig (auchSpatzenbrunnen)
Auf einem an einen Käfig erinnernden oberen Pumpenabschluss sitzt ein kleiner Vogel. Dieser wurde früher als Spatz interpretiert und die Brunnenart deshalb auch als Spatzenbrunnen bezeichnet. Der Entwurf stammt von Bruno Wollstädter, der dafür 1910 in einem vom Rat der Stadt veranlassten Wettbewerb den ersten Preis erhielt.
Aus einem glockenförmigen Sockel erhebt sich ein runder Schaft, der ab der Höhe des Auslaufs mit vier mal fünf plastisch gestalteten Quadraten verziert ist. Auf dem Auslauf sitzt eine aufwändige Verzierung, während der Schwengel bis auf einen s-förmigen Verlauf am Gelenk schlicht gehalten ist.
Die Standorte der restaurierten Pumpen: Peterssteinweg/Münzgasse (Karte), Magazingasse/Neumarkt (Karte), Lobstädter Straße 9 (Karte), Hedwigstraße/Eisenbahnstraße (Karte), Gorkistraße/Volksgartenstraße (Karte)

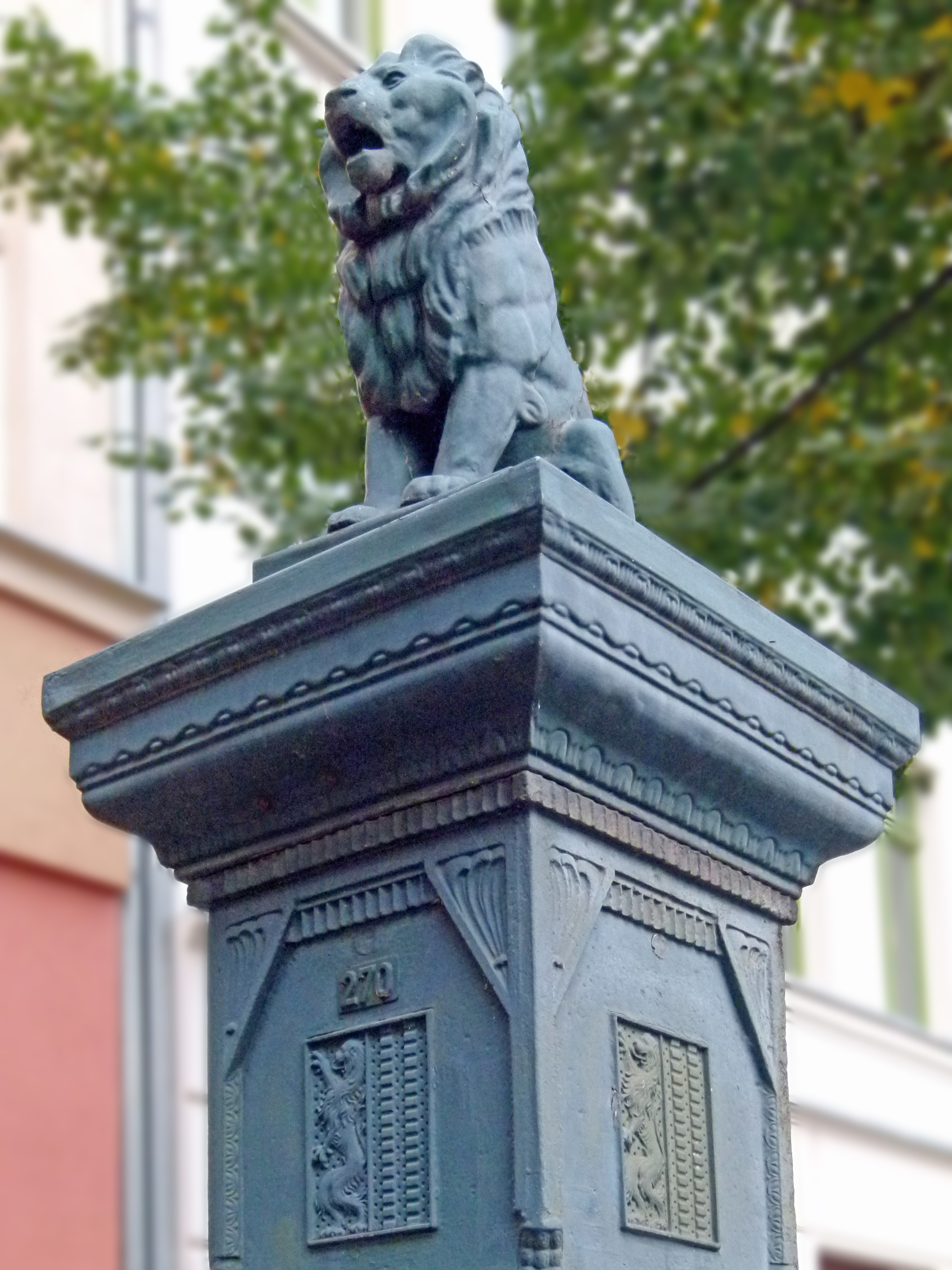
Großer Löwe

### Typ Großer Löwe
Der Pumpentyp des Großen Löwen stammt ebenfalls aus einem Wettbewerb, und zwar aus dem Jahr 1910. Die Schöpfer sind der Architekt Heinrich Quint und der Bildhauer Arthur Kuntzsch.
Über einem ausladenden Sockel erhebt sich ein relativ wuchtiger Pumpenkörper mit quadratischem Querschnitt. Die Seitenteile tragen nur eine schlichte Verzierung, die am Abschluss unterhalb des aufsitzenden Sockels Elemente des Jugendstils aufweist. Der auf dem Sockel sitzende Löwe war im Original aus Zinkblech und wird bei Restaurierungen als Galvanoplastik hergestellt, die mit Gips ausgegossen wird.
Die Standorte der restaurierten Pumpen: Neumarkt 24 (Karte), Bornaische Straße 3c (Karte)

## Ausstellung
- Wanderausstellung „Historische Handschwengelpumpen in Leipzig“, u. a. präsentiert vom 9. Dezember 2022 bis 28. Januar 2023 im Infozentrum Georg-Schumann-Str. 126[6]